# 10 Downing Street
10 Downing Street is het adres van de ambtswoning van de Britse premier aan Downing Street in Londen. Het gebouw zelf wordt ook wel Overkirk House genoemd, een verbastering van de naam van Hendrik van Nassau-Ouwerkerk, die er woonde als opperstalmeester van Willem III van Oranje-Nassau. De deur van het gebouw is de meest gefotografeerde deur ter wereld.
Dit adres is de normale manier om aan de ambtswoning van de premier te refereren. In Groot-Brittannië zelf spreekt men meestal van Number Ten (nummer 10).
De huidige bewoners zijn premier Keir Starmer en zijn gezin.

## Geschiedenis
Het gebouw van zo'n honderd kamers en met een achtertuin van 2000 m² is ontstaan uit drie huizen en is meer dan drie eeuwen oud. Het werd in 1732 door koning George II aangeboden aan premier Robert Walpole, die het aanbod accepteerde op voorwaarde dat het een gift was aan de eerste minister en niet aan hem persoonlijk. Walpole gaf de architect William Kent vervolgens de opdracht om de drie huizen samen te voegen. Het is deze combinatie van drie huizen die vandaag de dag bekendstaat als 10 Downing Street.
De straat is genoemd naar George Downing (1623-1684), een beruchte spion voor Oliver Cromwell en later Karel II die tussen 1682 en 1684 een van de drie huizen bouwde. Het grootste huis van de drie (aangeduid als "the House at the Back") ontstond al rond 1530.
De beroemde voordeur is een voortvloeisel van renovatiewerkzaamheden aan het gebouw waartoe premier Charles Townshend in 1766 aan architect Kenton Couse de opdracht gaf. Waarschijnlijk was de deur pas in 1772 af. Hij was oorspronkelijk van zwart eikenhout en is voorzien van een waaiervormig bovenlicht. In het midden van de deur bevindt zich het in wit geschilderde huisnummer 10 en daaronder een zwarte, ijzeren deurklopper. Onder de deurklopper bevindt zich een koperen brievenbus met de inscriptie "First Lord of the Treasury". Na een mortieraanval door de Provisional IRA in 1991 (zie hierna) werd de eikenhouten deur vervangen door een stalen exemplaar dat bestand is tegen explosies. De originele deur werd tentoongesteld in de Churchill Museum and Cabinet War Rooms.
Begin jaren zestig van de 20e eeuw werd de ambtswoning (alsmede de nummers 11 en 12) in drie jaar tijd opnieuw grondig verbouwd. De verbouwing, onder leiding van architect Raymond Erith, behelsde onder meer het aanbrengen van een nieuwe fundering en kostte uiteindelijk zo'n drie miljoen pond.
Begin 19e eeuw werd de ambtswoning bewaakt door twee gewapende mannen die voor het gebouw in leren fauteuils van Thomas Chippendale zaten. Onder de stoelen bevond zich een lade voor hete kolen om de bewakers warm te houden. Beide stoelen zijn bewaard gebleven: de ene staat in de ambtswoning zelf, de andere is in het bezit van een privéverzamelaar.
Overigens hebben niet alle premiers ook daadwerkelijk op nummer 10 gewoond. Drie bijvoorbeelden: Winston Churchill, premier van 1940 tot 1945 en van 1951 tot 1955, woonde het grootste deel van zijn eerste ambtsperiode, wegens de Tweede Wereldoorlog, in een appartement van de gebouw van de Ministerie van Buitenlandse Zaken, boven zijn beroemd bunker (nu een museum). Harold Wilson, premier van 1964 tot 1970 en van 1974 tot 1976, woonde het grootste deel van zijn tweede ambtsperiode in een huis aan Lord North Street, omdat zijn vrouw het verkoos. Tony Blair, premier van 1997 tot 2007, woonde het grootste deel van zijn ambtsperiode in de ruimere flat boven nummer 11 om zijn grote gezin te kunnen onderbrengen.

### Mortieraanval

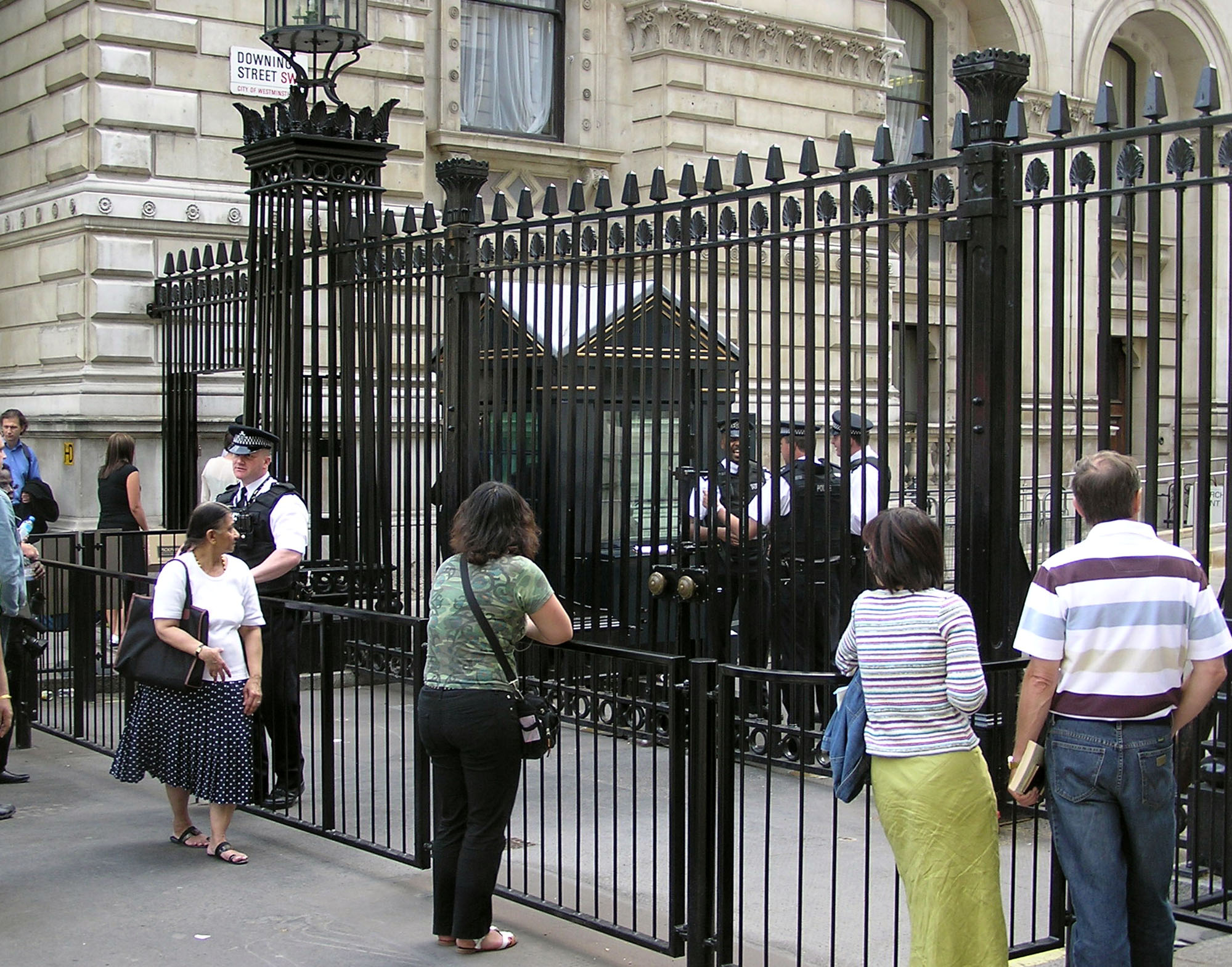
Hekken aan het begin van Downing Street (juni 2005)

Op 7 februari 1991 vuurde de Provisional IRA vanuit een bestelbusje dat op Whitehall geparkeerd stond drie mortiergranaten op 10 Downing Street af, waarvan er één in de achtertuin tot ontploffing kwam op het moment dat premier John Major binnen een kabinetsvergadering over de Golfoorlog leidde. De kabinetsleden bleven ongedeerd, maar vier personen, onder wie twee politieagenten, liepen lichte verwondingen op. Onder Majors voorganger premier Margaret Thatcher waren in verband met terreurdreigingen reeds aan beide zijden van de straat hekken geplaatst.

## Chief Mouser to the Cabinet Office
Een vaste bewoner van het pand is een huiskat met de titel Chief Mouser to the Cabinet Office. Zijn of haar taak bestaat voornamelijk uit het bestrijden van muizen in de ambtswoning. Sinds 15 februari 2011 is dit de kat Larry. De kat hoort bij de ambtswoning en niet bij de daarin woonachtige premier.